# Nati nel 2000/Luglio
| Questa pagina contiene informazioni ricavate automaticamente dalle voci biografiche con l'ausilio del template Bio e di un bot. L'aggiornamento è periodico e automatico e ricostruisce completamente la pagina. Se manca una persona in questa lista, sei pregato di non aggiungerla, ma accertati piuttosto che la sua voce biografica contenga il template Bio e che i dati anagrafici siano correttamente compilati. Se il template Bio manca, inseriscilo tu stesso o, in alternativa, metti l'avviso {{tmp\|Bio}} che ne segnala la mancanza. Se i dati riportati sono sbagliati, correggi direttamente la voce biografica; le modifiche saranno visibili in questa lista entro pochi giorni. Per chiarimenti vedi il progetto biografie. La lista contiene solo le 290 persone che sono citate nell'enciclopedia e per le quali è stato implementato correttamente il template Bio. Pagina aggiornata al 18 ago 2025. |

- 1º luglio - Marco Carnesecchi, calciatore italiano
- 1º luglio - Wiktor Długosz, calciatore polacco
- 1º luglio - Simas Jarumbauskas, cestista lituano
- 1º luglio - DeMarvin Leal, giocatore di football americano statunitense
- 1º luglio - Dávid Losonczi, lottatore ungherese
- 1º luglio - Domen Makuc, pallamanista sloveno
- 1º luglio - Luca Moroni, scacchista e youtuber italiano
- 1º luglio - Faris Moumbagna, calciatore camerunese
- 1º luglio - Vladıslav Prokopenko, calciatore kazako
- 1º luglio - Cameron Thomas, giocatore di football americano statunitense
- 1º luglio - Lalu Muhammad Zohri, velocista indonesiano
- 2 luglio - Abubakr Barry, calciatore gambiano
- 2 luglio - Adil Osmanov, judoka moldavo
- 2 luglio - Angelica Soffia, calciatrice italiana
- 3 luglio - Mikkel Damsgaard, calciatore danese
- 3 luglio - Krešimir Krizmanić, calciatore croato
- 3 luglio - Jackson Makoi, cestista sudsudanese
- 3 luglio - Marvin Park, calciatore spagnolo
- 4 luglio - Abdoulaye Diaby, calciatore maliano
- 4 luglio - Joe Gauci, calciatore australiano
- 4 luglio - Rikako Ikee, nuotatrice giapponese
- 4 luglio - Hinata Kida, calciatore giapponese
- 4 luglio - Lucas Lima, calciatore brasiliano
- 4 luglio - Christopher Lungoyi, calciatore congolese (Repubblica Democratica del Congo)
- 4 luglio - Jack MacKenzie, calciatore scozzese
- 4 luglio - Elia Nuzzolo, attore italiano
- 4 luglio - Allan Okello, calciatore ugandese
- 4 luglio - Brendon Smith, nuotatore australiano
- 4 luglio - Osaze Urhoghide, calciatore inglese
- 5 luglio - Riccardo Gollini, pallavolista italiano
- 5 luglio - Sebastian Korda, tennista statunitense
- 5 luglio - Faouzia, cantautrice e musicista marocchina
- 5 luglio - Angelo Tafas, calciatore albanese
- 5 luglio - Jairo Torres, calciatore messicano
- 5 luglio - Jacopo Trulla, rugbista a 15 italiano
- 5 luglio - Weverson, calciatore brasiliano
- 6 luglio - Marco Cilli, pattinatore italiano
- 6 luglio - Diego Cor, calciatore uruguaiano
- 6 luglio - Dani Tasende, calciatore spagnolo
- 6 luglio - Mateo Klimowicz, calciatore tedesco
- 6 luglio - Juan Ignacio Marcos, cestista argentino
- 6 luglio - Nikolaos Molvalis, tuffatore greco
- 6 luglio - Michael Obafemi, calciatore irlandese
- 6 luglio - Will Sands, calciatore statunitense
- 6 luglio - Kevin Sessa, calciatore tedesco
- 6 luglio - Il'ja Skrobotov, calciatore russo
- 6 luglio - Zion Williamson, cestista statunitense
- 7 luglio - Yunus Akgün, calciatore turco
- 7 luglio - Preston Bailey, attore statunitense
- 7 luglio - Abel Balderstone, ciclista su strada spagnolo
- 7 luglio - Chloe Csengery, attrice statunitense
- 7 luglio - Evren Eren Elmalı, calciatore turco
- 7 luglio - Jamie Flatters, attore, regista e cantante inglese
- 7 luglio - Alejandro Joseph, hockeista su pista spagnolo
- 7 luglio - Richonell Margaret, calciatore surinamese
- 7 luglio - Fahd Ndzengue, calciatore gabonese
- 7 luglio - Álvaro Núñez Cobo, calciatore spagnolo
- 7 luglio - Egy Maulana, calciatore indonesiano
- 7 luglio - Tenton Yenne, calciatore nigeriano
- 7 luglio - Tobías Zárate, calciatore argentino
- 8 luglio - Yulduz Hashimi, ciclista su strada afghana
- 8 luglio - Ådne Holter, ciclista su strada norvegese
- 8 luglio - Nicole Kozlova, calciatrice ucraina
- 8 luglio - Elías López, calciatore argentino
- 8 luglio - Rin Miyaji, lottatrice giapponese
- 8 luglio - Claudia Pellicer, attrice, ballerina e modella spagnola
- 8 luglio - Amir Saipi, calciatore svizzero
- 8 luglio - Benjamin Stockham, attore statunitense
- 8 luglio - Anna-Lena Stolze, calciatrice tedesca
- 8 luglio - Robert Virves, pilota di rally estone
- 9 luglio - Loïc Chable, sciatore alpino svizzero
- 9 luglio - Courtney Grosbeck, attrice e modella statunitense
- 9 luglio - Kliment Kolesnikov, nuotatore russo
- 9 luglio - Alhassan Koroma, calciatore sierraleonese
- 9 luglio - Flabián Londoño, calciatore colombiano
- 9 luglio - Zech Medley, calciatore inglese
- 9 luglio - Akira Sone, judoka giapponese
- 9 luglio - Mohamed Kalil Traoré, calciatore guineano
- 9 luglio - Mxmtoon, cantante statunitense
- 10 luglio - Martynas Arlauskas, cestista lituano
- 10 luglio - Will Dennis, calciatore inglese
- 10 luglio - Michael Martin, calciatore tedesco
- 10 luglio - Max Mata, calciatore neozelandese
- 10 luglio - Prestige Mboungou, calciatore congolese (Repubblica del Congo)
- 10 luglio - Kemehlo Nguena, calciatore francese
- 10 luglio - Nguyễn Huy Hoàng, nuotatore vietnamita
- 10 luglio - Shallon Olsen, ginnasta canadese
- 10 luglio - Daniel Peretz, calciatore israeliano
- 10 luglio - Lucas Ribeiro, calciatore uruguaiano
- 10 luglio - Orlando Robinson, cestista statunitense
- 10 luglio - Claudio Romero, discobolo cileno
- 10 luglio - Yang Qian, tiratrice a segno cinese
- 10 luglio - Emmanuel Toku, calciatore ghanese
- 11 luglio - Jonathan Burkardt, calciatore tedesco
- 11 luglio - Keondre Coburn, giocatore di football americano statunitense
- 11 luglio - Chamarri Conner, giocatore di football americano statunitense
- 11 luglio - Benjamín Garré, calciatore argentino
- 11 luglio - Javiera Grez, calciatrice cilena
- 11 luglio - Manuel, rapper e cantante ungherese
- 11 luglio - Mads Hermansen, calciatore danese
- 11 luglio - Isaac Jones, cestista statunitense
- 11 luglio - Rodrigue Kossi, calciatore beninese
- 11 luglio - Chiara Mason, pallavolista italiana
- 11 luglio - Darko Čurlinov, calciatore macedone
- 12 luglio - Simone Barlaam, nuotatore italiano
- 12 luglio - Josef Bursik, calciatore inglese
- 12 luglio - Veronica Burton, cestista statunitense
- 12 luglio - Santiago Coronel, calciatore argentino
- 12 luglio - Kayque Luiz Pereira, calciatore brasiliano
- 12 luglio - Faïz Mattoir, calciatore francese
- 12 luglio - Tiawan Mullen, giocatore di football americano statunitense
- 12 luglio - Neguinho, giocatore di calcio a 5 brasiliano
- 12 luglio - Seyi Vibez, cantautore nigeriano
- 12 luglio - Vinícius Júnior, calciatore brasiliano
- 13 luglio - Valentín Barbero, calciatore argentino
- 13 luglio - Davide Boscaro, pistard e ciclista su strada italiano
- 13 luglio - Mike Eerdhuijzen, calciatore olandese
- 13 luglio - Marc Guéhi, calciatore ivoriano
- 13 luglio - Štěpán Harazim, calciatore ceco
- 13 luglio - Collins Kipngok, siepista keniano
- 13 luglio - Franziska Koch, ciclista su strada tedesca
- 13 luglio - Lucas Lynggaard Tønnesen, attore danese
- 13 luglio - Gualdino Mauro, calciatore saotomense
- 13 luglio - Malia Pyles, attrice statunitense
- 13 luglio - Marco Antonio Re, cestista italiano
- 13 luglio - Jamaree Salyer, giocatore di football americano statunitense
- 13 luglio - Cordell Tinch, ostacolista statunitense
- 13 luglio - Jay Ward, giocatore di football americano statunitense
- 13 luglio - Romaric Yapi, calciatore francese
- 14 luglio - Uta Abe, judoka giapponese
- 14 luglio - Marcus Bingham, cestista statunitense
- 14 luglio - Leigha Brown, cestista statunitense
- 14 luglio - Jacob Hindsgaul, ex ciclista su strada danese
- 14 luglio - Joan Jorquera, taekwondoka spagnolo
- 14 luglio - Kipp Keller, calciatore statunitense
- 14 luglio - Rachanun Mahawan, attrice e modella thailandese
- 14 luglio - Mata, rapper polacco
- 14 luglio - Daniel Pereira, calciatore venezuelano
- 14 luglio - Eva Pogačar, pallavolista slovena
- 14 luglio - Maia Reficco, attrice argentina
- 14 luglio - Welliton Silva de Azevedo Matheus, calciatore brasiliano
- 15 luglio - Jhon Emerson Córdoba, calciatore colombiano
- 15 luglio - Joris Delbove, ciclista su strada e ciclocrossista francese
- 15 luglio - Sefer Emini, calciatore macedone
- 15 luglio - A.J. Lawson, cestista canadese
- 15 luglio - Jorgo Pëllumbi, calciatore albanese
- 15 luglio - Julio Peña Fernández, attore e cantante spagnolo
- 15 luglio - Amy Rule, rugbista a 15 neozelandese
- 15 luglio - Paulinho, calciatore brasiliano
- 15 luglio - Malin Skulstad Sunde, calciatrice norvegese
- 15 luglio - Olivia Steele Falconer, attrice canadese
- 15 luglio - Gaël Zulauf, sciatore alpino svizzero
- 15 luglio - Armin Đerlek, calciatore serbo
- 16 luglio - Gamid Agalarov, calciatore russo
- 16 luglio - Franco Dal Farra, fondista e canottiere argentino
- 16 luglio - Marcus Holmgren Pedersen, calciatore norvegese
- 16 luglio - Taofeek Ismaheel, calciatore nigeriano
- 16 luglio - Brevin Jordan, giocatore di football americano statunitense
- 16 luglio - Dimitrije Kamenović, calciatore serbo
- 16 luglio - Jonathan Morgan Heit, attore statunitense
- 16 luglio - Reo Nishida, tuffatore giapponese
- 16 luglio - Kristina Prokop'eva, saltatrice con gli sci russa
- 16 luglio - Getnet Wale, mezzofondista e siepista etiope
- 17 luglio - Eduardo João Bunga, calciatore angolano
- 17 luglio - Ivan Durdov, calciatore croato
- 17 luglio - Nikita Karmaev, calciatore russo
- 17 luglio - Wataru Morishige, pattinatore di velocità su ghiaccio giapponese
- 17 luglio - Lucas Pimenta, calciatore brasiliano
- 17 luglio - Eržan Tokotaev, calciatore kirghiso
- 17 luglio - Foguinho, calciatore brasiliano
- 17 luglio - Melih İbrahimoğlu, calciatore turco
- 18 luglio - Guerlain Favre, sciatore alpino francese
- 18 luglio - Lutsharel Geertruida, calciatore olandese
- 18 luglio - Karyna Kazloŭskaja, arciera bielorussa
- 18 luglio - Yūki Kobayashi, calciatore giapponese
- 18 luglio - Chardi Landu, calciatore olandese
- 18 luglio - Angelina Mel'nikova, ginnasta russa
- 18 luglio - John Metchie III, giocatore di football americano canadese
- 18 luglio - Ula Stella Podrepšek, sciatrice alpina slovena
- 18 luglio - Amine Salama, calciatore francese
- 18 luglio - Alhassan Yusuf, calciatore nigeriano
- 18 luglio - Altin Zeqiri, calciatore finlandese
- 19 luglio - Michel Adopo, calciatore francese
- 19 luglio - Spencer Burford, giocatore di football americano statunitense
- 19 luglio - Franco Fagúndez, calciatore uruguaiano
- 19 luglio - Lewis Gibson, calciatore inglese
- 19 luglio - Etienne Green, calciatore inglese
- 19 luglio - Zoran Paunović, cestista serbo
- 19 luglio - David Čolina, calciatore croato
- 19 luglio - Artëm Šabolin, calciatore russo
- 20 luglio - Giorgia Bellinazzi, velocista italiana
- 20 luglio - Csaba Bőhm, pentatleta ungherese
- 20 luglio - Anthony Cutti, calciatore uruguaiano
- 20 luglio - Jessic Ngankam, calciatore tedesco
- 20 luglio - Andreas Müller, calciatore tedesco
- 20 luglio - Lucky Ogbevoen, giocatore di football americano austriaco
- 20 luglio - Noble Okello, calciatore canadese
- 20 luglio - Carlos Palacios, calciatore cileno
- 20 luglio - Kik Pierie, calciatore olandese
- 20 luglio - Olaug Tvedten, calciatrice norvegese
- 20 luglio - Alberto del Moral, calciatore spagnolo
- 21 luglio - Isaiah Adams, giocatore di football americano canadese
- 21 luglio - Armin Dornauer, sciatore alpino austriaco
- 21 luglio - Erling Haaland, calciatore norvegese
- 21 luglio - Demetrius Knight, giocatore di football americano statunitense
- 21 luglio - Bridge Ndilu, calciatore francese
- 21 luglio - Jens Lurås Oftebro, combinatista nordico norvegese
- 21 luglio - Kosta Vangjeli, calciatore albanese
- 22 luglio - Dario Dester, multiplista italiano
- 22 luglio - Anna-Karin Heijdenberg, biatleta svedese
- 22 luglio - Temur Kuybokarov, scacchista uzbeko
- 22 luglio - Garrett Wilson, giocatore di football americano statunitense
- 23 luglio - Antonio Blanco, calciatore spagnolo
- 23 luglio - Vittoria Fontana, velocista italiana
- 23 luglio - Claudio Gomes, calciatore francese
- 23 luglio - Malte Gårdinger, attore svedese
- 23 luglio - Kahiser Lenis, calciatore panamense
- 23 luglio - Enzo Leopold, calciatore tedesco
- 23 luglio - Tōya Nakamura, calciatore giapponese
- 23 luglio - Cheyenne Rosenthal, slittinista tedesca
- 23 luglio - Mimi Webb, cantautrice britannica
- 23 luglio - Jakub Švec, calciatore slovacco
- 24 luglio - Filip Antonijević, calciatore serbo
- 24 luglio - Nina Astner, sciatrice alpina austriaca
- 24 luglio - Valerija Berežna, nuotatrice artistica ucraina
- 24 luglio - Leonardo Campana, calciatore ecuadoriano
- 24 luglio - Isac Hedström, sciatore alpino svedese
- 24 luglio - Kévin Mouanga, calciatore francese
- 24 luglio - Yira Sor, calciatore nigeriano
- 25 luglio - Sara Allemand, sciatrice alpina italiana
- 25 luglio - Shakira Austin, cestista statunitense
- 25 luglio - Mason Cook, attore statunitense
- 25 luglio - Ousmane Diakité, calciatore maliano
- 25 luglio - Meg Donnelly, attrice e cantante statunitense
- 25 luglio - Nicholas Gioacchini, calciatore statunitense
- 25 luglio - Dominique Hampton, giocatore di football americano statunitense
- 25 luglio - Mateusz Kochalski, calciatore polacco
- 25 luglio - Tyler Robertson, cestista australiano
- 25 luglio - Sara Saldaña, nuotatrice artistica spagnola
- 25 luglio - Gus Schumacher, fondista statunitense
- 25 luglio - Markus Solbakken, calciatore norvegese
- 25 luglio - Ellie Soutter, snowboarder britannica († 2018)
- 25 luglio - Zhang Hao, cantante cinese
- 25 luglio - Vaḩdat Ḩannonov, calciatore tagiko
- 26 luglio - Lasha Bekauri, judoka georgiano
- 26 luglio - Cheick Condé, calciatore guineano
- 26 luglio - Thomasin McKenzie, attrice neozelandese
- 26 luglio - Madison Hoffman, sciatrice alpina australiana
- 26 luglio - Taj Jones, ex ciclista su strada australiano
- 26 luglio - Aleksandar Jukic, calciatore austriaco
- 26 luglio - Lataisi Mwea, velocista e altista gilbertese
- 26 luglio - Joey Porter Jr., giocatore di football americano statunitense
- 26 luglio - Tolu Smith, cestista statunitense
- 26 luglio - Muhamed Tijani, calciatore nigeriano
- 27 luglio - Jayden Bogle, calciatore inglese
- 27 luglio - Fernando Martínez, calciatore argentino
- 27 luglio - Alexandria Perkins, nuotatrice australiana
- 27 luglio - Adams Sola, cestista spagnolo
- 27 luglio - Artem Tkachuk, attore italiano
- 27 luglio - Petros Tsitsipas, tennista greco
- 28 luglio - Braian Aguirre, calciatore argentino
- 28 luglio - Asparuh Asparuhov, pallavolista bulgaro
- 28 luglio - Yasmin Harper, tuffatrice britannica
- 28 luglio - Shunki Higashi, calciatore giapponese
- 28 luglio - Nunzio Lella, calciatore italiano
- 28 luglio - Florian Léopold, cestista francese
- 28 luglio - Mero, rapper tedesco
- 28 luglio - Keito Nakamura, calciatore giapponese
- 28 luglio - Geōrgios Neofytidīs, calciatore greco
- 28 luglio - Emile Smith Rowe, calciatore inglese
- 28 luglio - Sebastian Soto, calciatore statunitense
- 28 luglio - Dominik Yankov, calciatore bulgaro
- 29 luglio - Yacine Adli, calciatore francese
- 29 luglio - Marcus Armstrong, pilota automobilistico neozelandese
- 29 luglio - Adelina Budăi-Ungureanu, pallavolista romena
- 29 luglio - Lino Facioli, attore brasiliano
- 29 luglio - Enrique Freeman, cestista statunitense
- 29 luglio - Kaliii, rapper statunitense
- 30 luglio - Carlos Camacho, tuffatore spagnolo
- 30 luglio - Jaden Crumedy, giocatore di football americano statunitense
- 30 luglio - Saige Ka'aha'aina-Torres, pallavolista statunitense
- 30 luglio - Roman Mityukov, nuotatore svizzero
- 30 luglio - Terrence Shannon, cestista statunitense
- 30 luglio - Nathaniel Watson, giocatore di football americano statunitense
- 30 luglio - Jannine Weigel, cantante, attrice e modella tedesca
- 31 luglio - Valentín Amoroso, calciatore uruguaiano
- 31 luglio - Alexis Antunes, calciatore svizzero
- 31 luglio - Anton Höhne, pistard tedesco
- 31 luglio - Kim Sae-ron, attrice sudcoreana († 2025)
- 31 luglio - Shirley Nekhubui, velocista sudafricana